# ریگستان
ریگستان نام مجموعه‌ای تاریخی در ازبکستان است که در بخش مرکزی شهر سمرقند قدیم (پایتخت تیموریان) قرار داشته است.
ریشه نام اشاره به رودخانه‌ای دارد که در زمانی نه چندان دور از ساخت بنا، می‌خشکد و تنها ریگ‌های آن بجا می‌ماند. این بنا در طی سده‌های مختلف آسیب‌های فراوانی دیده بود که با بازسازی‌های انجام گرفته در زمان شوروی سابق، به حالت نخستین بازگشت. دو مناره این بنا هم‌اکنون خم زیادی برداشته است که آن را به برج پیزای سمرقند معروف کرده است.
هم‌اکنون هر ساله در این میدان جشنواره ترانه‌های خاوری برگزار می‌شود. اما در راستای سیاست‌های ازبک‌سازی دولت ازبکستان، مردم بومی خود شهر که تاجیک و فارسی‌زبان هستند از شرکت در این جشنواره محروم‌اند.
سه بنای مهم در ریگستان وجود دارد که از این قرارند:

## مدرسه الغ‌بیگ

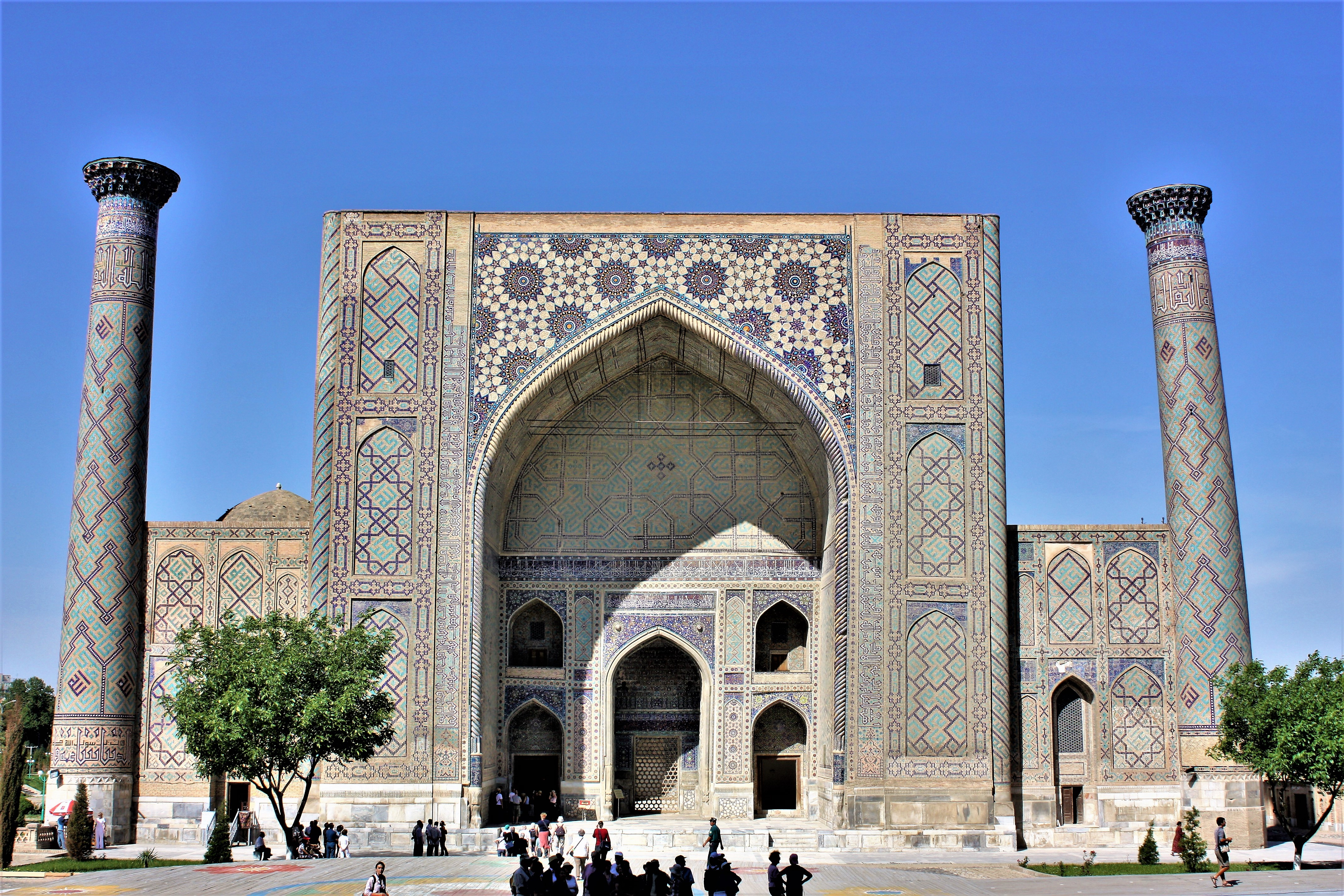
مدرسه الغ‌بیگ

این مدرسه که رو به میدان است به دستور الغ‌بیگ پسر شاهرخ ساخته شد. ساختار بنای چهارایوانی (۵۶ در ۸۱) با چهار مناره و رو به میدان است. دارای حیاتی چهارگوش ۳۰ مترمربعی است که در پیرامونش حجره‌هایی برای آموزش دینی طلبه‌ها بوده است. طاق مرکزی بنا ۳۵ متر است و احتمال می‌رود در گذشته گنبدهای دوجداره‌ای در کنار آن وجود داشته اما امروزه تنها سقف‌های کوتاه گنبدی بازمانده است.

## مدرسه شیردار

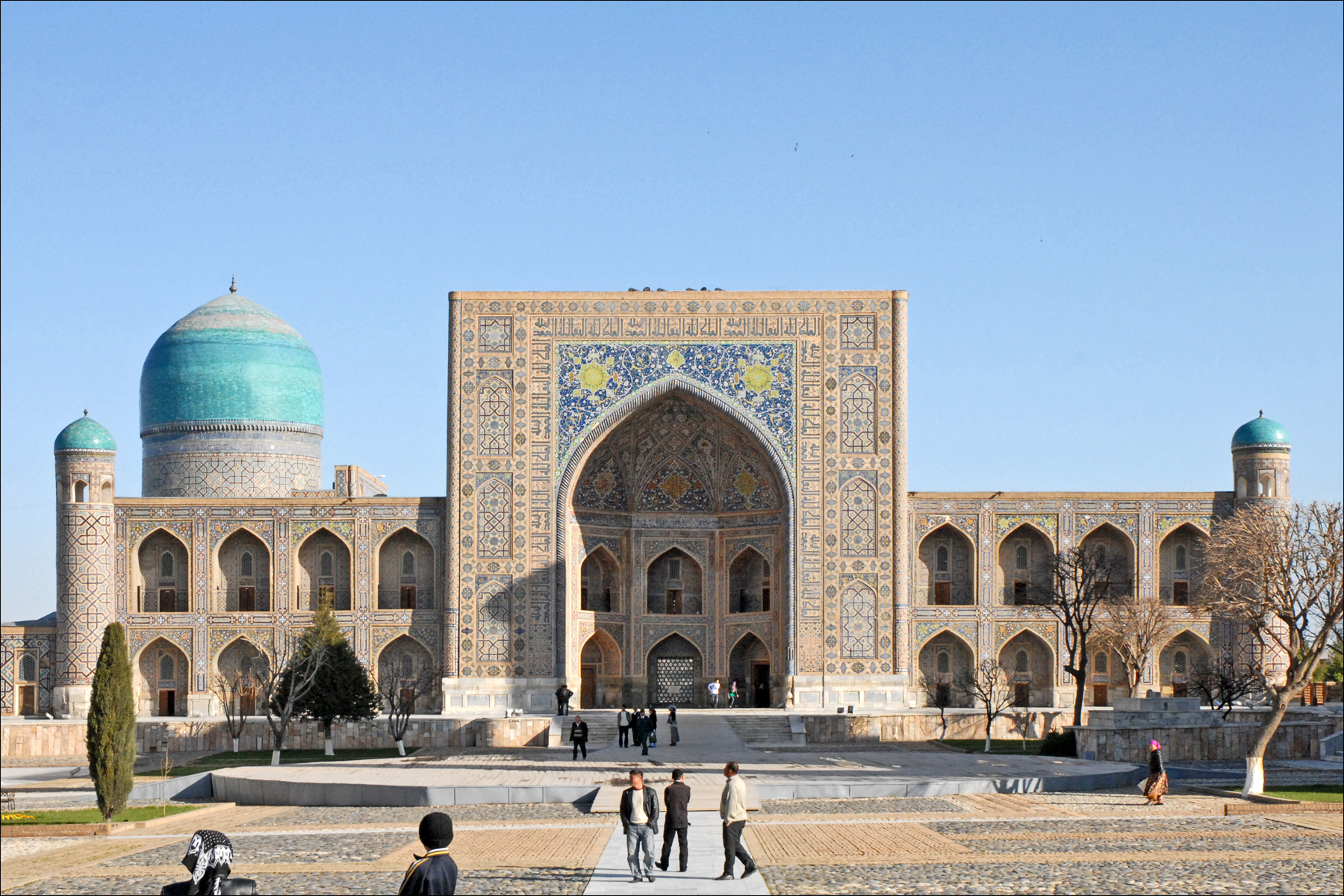
مدرسه شیردار ریگستان

نام شیردار اشاره به نشان‌های شیر و خورشید دارد که در بخش پشتی پهلوی ورودی به‌چشم می‌خورند. این بنا از مدرسه الغ‌بیگ جدیدتر است و پیرامون سال‌های ۹۹۷ تا ۱۰۲۷ خورشیدی به دستور زمامدار سمرقند، و به جای بنایی کهن‌تر در مکانی که خانقاه الغ‌بیگ بوده، ساخته شده است. نمای بیرونی بنا از مدرسه الغ‌بیگ الگوبرداری شده است.
این مدرسه دارای ایوانی بزرگ، و گنبدهای که بر روی پایه‌های بلند ساخته شده‌اند است و گوشه‌های آن مناره‌های بلندی هم خودنمایی می‌کنند. بیرون مدرسه کاشی‌کاری، و درون هم با نماهای گل و گیاهی نگارگری شده است.

## مسجدمدرسه طلاکاری
نام آن به دلیل گنبد زرین آن است. این بنا در بین سال‌های ۱۰۲۴ تا ۱۰۳۹ خورشیدی ساخته شده است.
در گوشه‌های ساختمان برجک‌های کوچکی قرار دارد و با مناره‌های دو بنای نامبرده پیشین متفاوت است. نمای بنا متقارن، بخش بیرونی کاشی‌کاری شده و ورودی آن جناغی است. به‌دلیل وجود مسجدی در بخش باختری این بنا٬اتاق‌های گنبددار و نمازخانه‌هایی که در دو بنای دیگر به چشم می‌خورند در اینجا دیده نمی‌شوند.